# Nathan Lawson
Nathan Lawson, född 29 september 1983, är en kanadensisk professionell ishockeyspelare som spelar inom NHL–organisationen Ottawa Senators. Han har tidigare spelat på NHL–nivå för New York Islanders.
Lawson blev aldrig draftad av något lag.